# Giacomino Costa
Giacomino Costa, nato Giacomo Federico Costa (Genova, 15 novembre 1905 – Genova, 13 marzo 1977), è stato un armatore, imprenditore e dirigente d'azienda italiano.

## Biografia
Laureato il scienze economiche e commerciali, sposò, nel 1933, Anna Maria Romanengo.
A partire dal 1943, su incarico del futuro vescovo ausiliare Giuseppe Siri, in collaborazione diretta con don Giovanni Cicali, si attivò, tramite l'opera “Auxilium” della Chiesa di Genova, per provvedere ai bisogno alimentari, di vestiario e di alloggio degli sfollati e profughi presenti nella città. Collaborò a distanza con Filiberto Guala analogamente impegnato a Torino.
Dal 1946 fu nominato, dall'arcivescovo Giuseppe Siri, presidente dell'Azione Cattolica di Genova. Nello stesso anno fu nominato da Siri, vice presidente degli Ospedali Galliera, incarico che mantenne per oltre 21 anni.
Nel 1953 coordinò “Auxilium” e gli industriali dell'U.C.I.D  nella costituzione della  “Cooperativa Auxilium-UCID” di cui divenne presidente. L'associazione mise a disposizione 750 alloggi per fronteggiare le richieste di sfollati e bisognosi. Per l'alloggio temporaneo degli emigranti che si imbarcavano a Genova, si adoperò per la realizzazione della "Casa dell'emigrante". Un video del 1951 dell'Istituto LUCE Cinecittà mostra alcune immagini della inaugurazione fatta dal cardinal Siri presente il dott. Costa.
Nel 1952 Duilio Marcante propose al Costa, allora presidente del Centro Sportivo Italiano di Genova, la realizzazione del Cristo degli abissi. Egli si attivò costituendo il “Comitato permanente per la posa della statua del Cristo degli abissi” e l'opera venne poi posata in mare nel 1954.
In collaborazione tra “Auxilium” ed il Centro Sportivo Italiano, si impegnò per la realizzazione del nuovo “Stadio sportivo Pio XII” all'interno del parco della Villa Lomellini Rostan.
Nel corso degli anni '50 aderì al movimento Fraterno Aiuto Cristiano F.A.C., animato dal sacerdote salesiano don Paolo Arnaboldi, con l'attivo sostegno di Giovanni Calabria e ne divenne sostenitore e promotore.
Abbracciò con molta convinzione, con la guida di don Tommaso Demaria e don Paolo Arnaboldi, la nuova cultura organico dinamica che considerò alternativa vera al modello di società capitalista ed al modello marxista. Ne divenne divulgatore in conferenze tenute agli incontri dell'U.C.I.D.. Fu fondatore del Movimento Ideoprassico Dinontorganico M.I.D., oggi divenuto Associazione Nuova Costruttività, con l'obiettivo di diffondere gli studi, la conoscenza e l'applicazione del realismo organico dinamico.
Nel 1966 fondò, e ne fu il primo presidente, la Rivalta Scrivia Ente Sviluppo Traffici Internazionali Porti Nord Italia SpA con l'intento di dare una soluzione innovativa al secolare problema della congestione del porto di Genova, acuitosi gravemente negli anni '60. L'azienda fu ideata e strutturata applicando criteri “organico dinamici” totalmente innovativi con il coinvolgimento delle varie parti interessate dalle operazioni portuali di logistica delle merci che consentì di trasferire, tramite ferrovia, tali attività sulla terraferma nel comune di Tortona. Per la sua natura estranea sia alle ideologie della sinistra comunista che a quelle della destra liberal-capitalista l'iniziativa fu attivamente osteggiata da più parti politiche. Con altra denominazione sociale l'azienda è tuttora attiva ed è il più grande interporto privato d'Europa.
Il 12 gennaio 1977 il figlio Piero Costa, ingegnere navale, venne sequestrato dalla Brigate Rosse e liberato il 3 aprile 1977.
Giacomino Costa morì negli Ospedali Galliera di Genova il 13 marzo 1977.